# Imhoff (famiglia)
La famiglia Imhoff (detta anche Im Hoff) fu una famiglia patrizia originaria di Norimberga, diramatasi in seguito in altre città importanti della Germania come Augusta. Le prime tracce documentarie relative alla casata risalgono al XIII secolo e dal 1402 ottenne un seggio al consiglio imperiale locale che mantenne, salvo brevi interruzioni, sino alla mediatizzazione nel 1806.
La famiglia contrasse matrimoni con casate importanti a Norimberga come gli Haller von Hallerstein oppure ad Augusta coi prestigiosi banchieri Fugger. Tra i suoi membri più noti citiamo Gustaaf Willem van Imhoff ed Amalia von Imhoff. Nella sua storia vantò due Reichsschultheiß (sindaci) di Norimberga.

## Storia

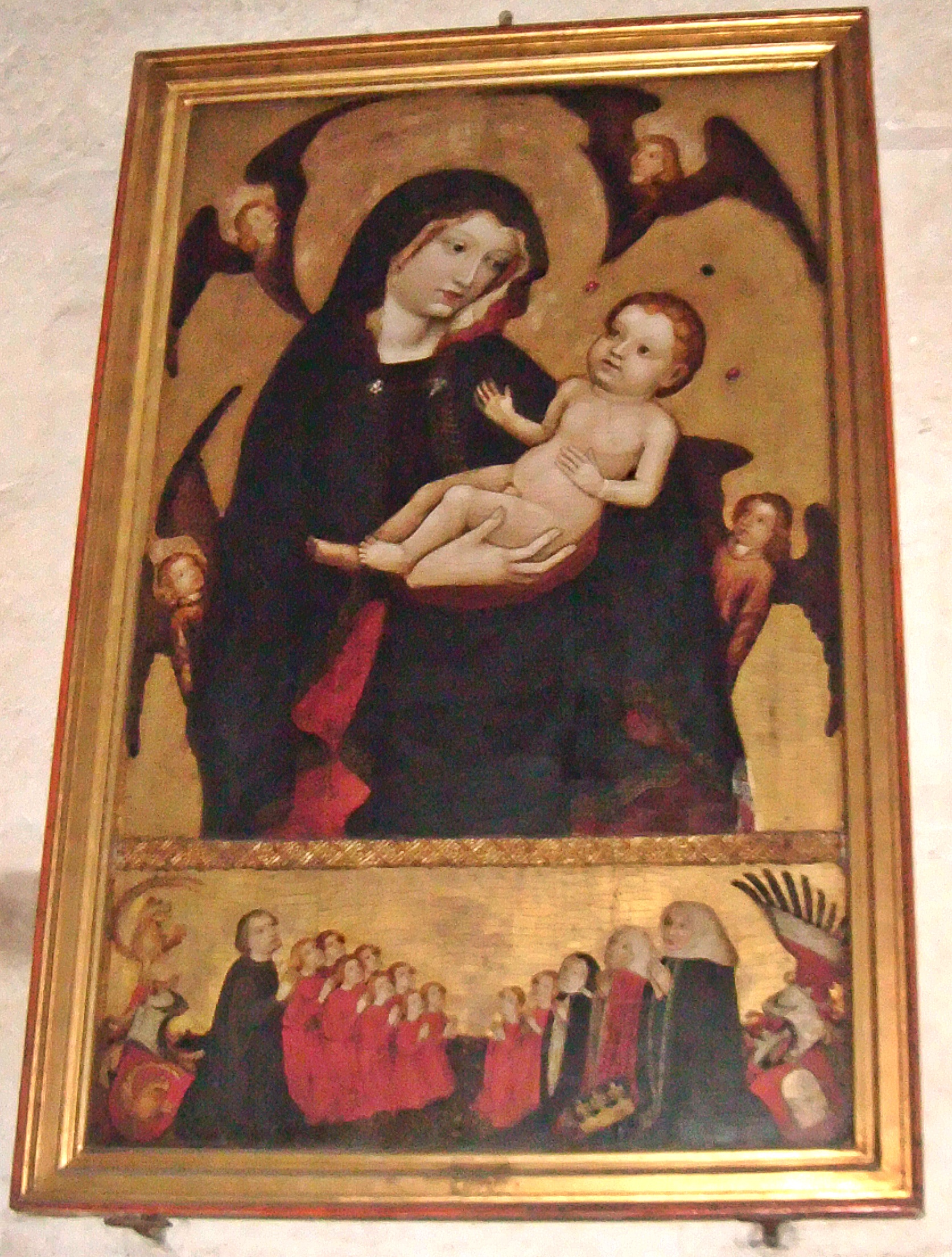
La Madonna Imhoff nella Chiesa di San Lorenzo a Norimberga, metà del XV secolo. Si notino sotto le figure di Christian Imhoff († 1466) e di sua moglie Margarethe Thürler († 1449)

Il primo membro della famiglia, Hans im Hoff viene segnalato alla fine del Duecento come membro del consiglio comunale di Lauingen. Un certo Ulrich viene indicato come cavaliere nel 1316 quando viene ammesso al servizio del vescovo di Augusta. Nel XIV secolo, la famiglia si portò a Norimberga dove entrò a far parte del consiglio comunale della città dal 1350 ed occupò in seguito altri alti uffici. Il fondatore della linea di Norimberga, Hans II. Suo fratello Heinrich fu l'antenato della linea della famiglia che nel XVI secolo si trasferì in Svevia.
La famiglia Imhoff giunse a prosperità attraverso il commercio su lunghe distanze, rifornendo i mercati e le fiere di Francoforte, Colonia, Strasburgo, Alto Palatinato e Boemia da Lauingen. La loro società, la "Imhoffsche Handelsgesellschaft", con sede a Norimberga, venne menzionata all'attivo per la prima volta nel 1381 e vantava già scambi commerciali con Venezia, Norimberga e l'Europa orientale. Lavorò a stretto contatto con la "Stromersche Handelsgesellschaft", beneficiando però della bancarotta di quest'ultima nel 1430. Nel 1441/48 gli Imhoff acquisirono una quota del Fondaco dei Tedeschi di Venezia, aprendo un proprio ufficio in città, distinguendosi come una delle principali società commerciali nell'Europa dell'epoca. La loro gamma di vendita al dettaglio era molto ampia e comprendeva principalmente spezie, colori, metalli preziosi, articoli in seta, tela e altri tessuti, vini, prodotti montani, prodotti del tabacco, cuoio e pelli, armi e prodotti artigianali realizzati a Norimberga.
Dalla seconda metà del XV secolo, la società commerciale degli Imhoff si concentrò sui centri commerciali dell'Europa occidentale ed iniziò a impegnarsi in transazioni monetarie, miniere d'argento in Sassonia e miniere d'oro in Slesia. Oltre alle vecchie filiali a Venezia, Salisburgo, Linz, Praga, Brno e Olomouc, la famiglia aprì nuove filiali a Napoli, L'Aquila, Messina, Lione, Saragozza, Lisbona, Anversa ed Amsterdam. Iniziarono nel contempo il commercio dello zafferano che si dimostrò particolarmente redditizio. Nel 1510 gli Imhoff fondarono una fabbrica per la lavorazione e la vendita dello zafferano a Bari.
Nel 1505/06 la società commerciale della famiglia Imhoff, assieme a quelle delle famiglie Hirschvogel e Welser, presero parte ad una delle prime spedizioni commerciali di mercanti tedeschi nelle Indie. Sotto la direzione di Andreas (Endres) I Imhoff (1491–1579), la società di famiglia si espanse anche nel commercio orientale, ampliando così il proprio orizzonte con l'estero.
Dal 1540 gli Imhoff iniziarono ad essere sempre più coinvolti nell'ambito delle transazioni monetarie, in particolare con prestiti alle corone francese, portoghese e spagnola e ai duchi di Baviera. Intorno al 1565 l’Imhoffsche Handelsgesellschaft raggiunse la sua massima espansione con l'acquisizione di quote commerciali nell'ambito della produzione e lavorazione del rame nella Germania centrale.
Mentre molte altre famiglie patrizie tedesche rinnegarono col tempo le loro origini mercantili a favore di quelle più aristocratiche, gli Imhoff continuarono ad esercitare la mercatura sino a tutto il XVII secolo, distinguendosi per essere stata una delle ultime società commerciali del patriziato di Norimberga attive su vasta scala ancora nel Seicento.
Il mercante di Norimberga Andreas (Endres) I Imhoff fu il personaggio principale della casata che nel 1564 divenne esattore delle tasse per il comune di Norimberga. La linea da lui fondata rimase sempre legatissima a Norimberga ed alla regione della Franconia al punto che i suoi discendenti rimasero membri del consiglio di Norimberga sino all'inizio dell'Ottocento. Nel 1815 vennero infine inscritti nella nobiltà bavarese e nel 1871 raggiunsero il titolo di baroni. Tra gli altri personaggi di rilievo si ricordano Johann Baptist Imhoff zu Untermeitingen, consigliere segreto del vescovo di Augusta, elevato al grado di barone imperiale dall'imperatore Leopoldo I nel 1685. Hieronymus Imhoff, nato a Norimberga nel 1606, fu consigliere del duca Augusto di Brunswick. I suoi tre figli, che pure furono al servizio del ducato di Brunswick e della Frisia orientale, ottennero lo status baronale dall'imperatore Leopoldo I nel 1679.

## Membri notabili

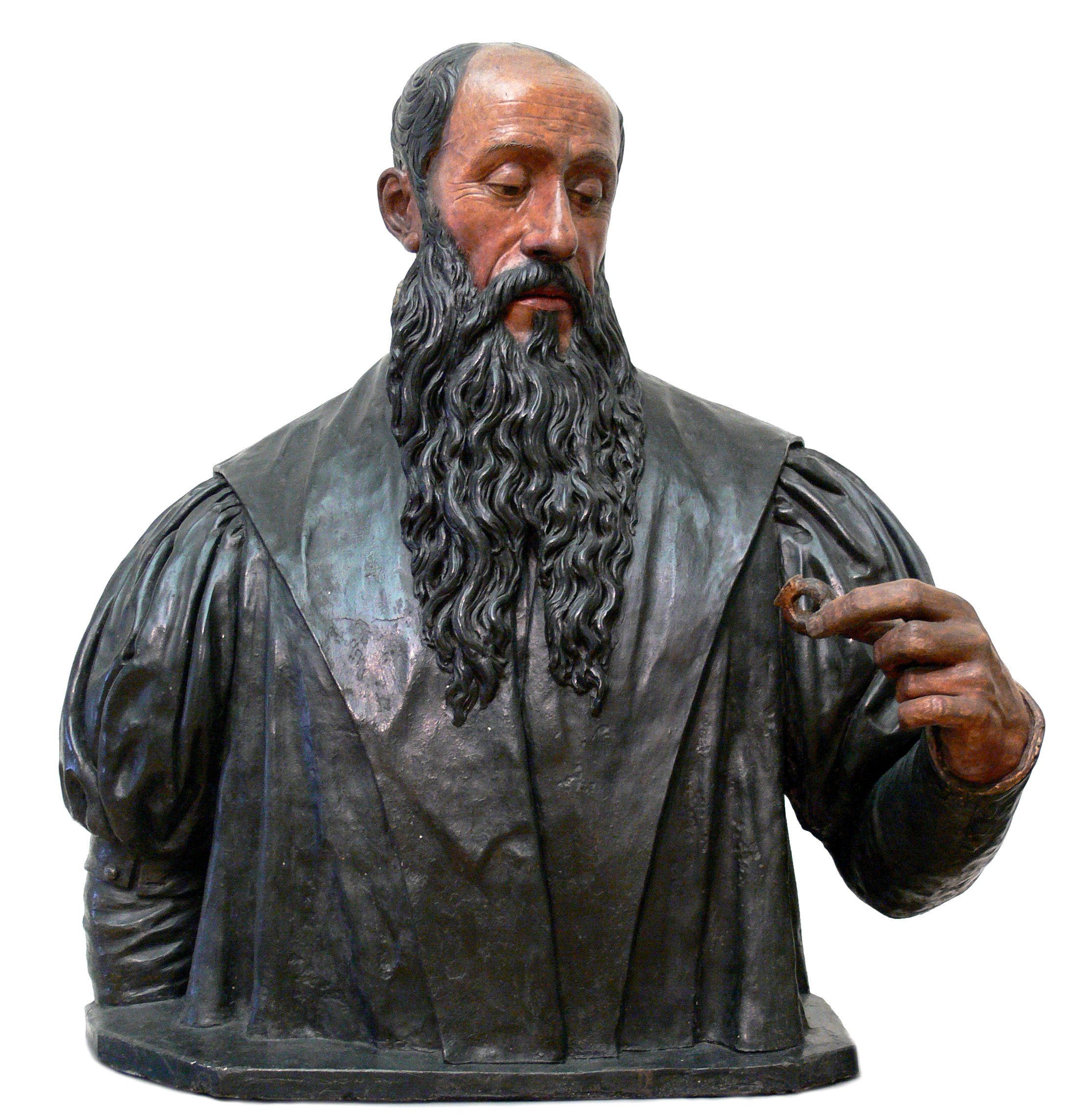
Johan Gregor van der Schardt, Busto del patrizio di Norimberga, Willibald Imhoff il Vecchio, Norimberga 1570

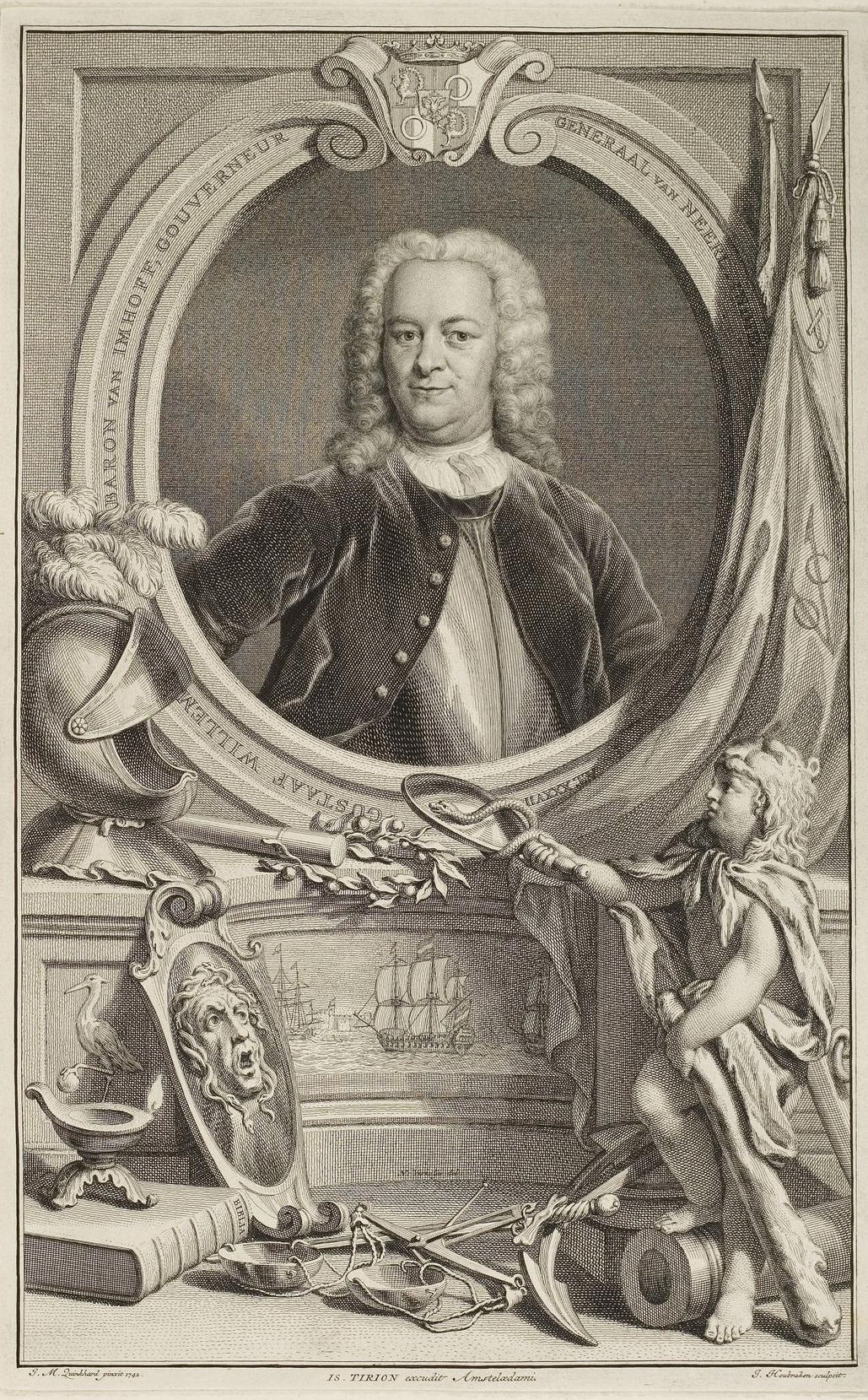
Gustaaf Willem van Imhoff (1705–1750), governatore generale delle Indie orientali olandesi

- Andreas I Imhoff (1491-1579), consigliere comunale e sindaco della città di Norimberga
- Willibald Imhoff (1519-1580), mercante di Norimberga, collezionista d'arte
- Andreas III Imhoff (1562-1637), commerciante di Norimberga, co-fondatore del Banco dei Pegni di Norimberga
- Georg Paulus Imhoff (1603-1689), mercante di Norimberga, consigliere e sindaco della città di Norimberga
- Gustaaf Willem van Imhoff (1705-1750), governatore generale delle Indie orientali olandesi e di Ceylon
- Christoph Andreas IV Imhoff (1734-1807), numismatico; la sua collezione è andata poi trasferita alla città di Norimberga che ha istituito il Museo Nazionale Tedesco di Numismatica.
- Carl von Imhoff (1734-1788), ufficiale della Compagnia britannica delle Indie orientali e ritrattista
- Amalie von Imhoff, maritata Helvig (1776-1831), scrittrice e poetessa